# Gonzalo Julián Martín
Gonzalo Julián Martín (València, 1841 - 1902) fou un advocat, periodista i polític valencià. Estudià dret a la Universitat de València i es llicencià a la Universitat Central de Madrid. Col·laborà al Diario Mercantil de Valencia i participà en la revolució de 1868, després de la qual fou jutge del districte del Mar de 1870 a 1872. De 1872 a 1874 fou secretari de la Diputació de València en substitució de Fèlix Pizcueta i Gallel, milità en el Partit Demòcrata-Radical i fundà el diari El Mercantil Valenciano, amb el que es posà de part de la Primera República Espanyola. Després del cop d'estat del general Pavía va renunciar al càrrec.
Durant la restauració borbònica va defensar les tesis republicanes des del seu diari i criticà el règim restauracionista, encara que de manera moderada. De 1879 a 1885 fou regidor de l'ajuntament de València, i juntament amb Vicent Dualde i Furió fou diputat a les Corts pel districte de València a les eleccions generals espanyoles de 1893. No es presentà a la reelecció i continuà la seva tasca com a periodista.